# دهستان کویر (آران و بیدگل)
دهستان کویر (آران و بیدگل) نام دهستانی در بخش کویرات شهرستان آران و بیدگل، استان اصفهان در ایران است. براساس سرشماری مرکز آمار ایران در سال ۱۳۸۵، جمعیت آن ۴۰۰۱ نفر (۱۰۵۶ خانوار) بوده‌است.